# Hans Reichenbach (Mediziner)
Hans Reichenbach (* 30. November 1864 in Lüneburg; † 18. Januar 1937) war ein deutscher Hygieniker.

## Leben
Hans Reichenbachs Vater war ein Fabrikant. Hans besuchte ein Gymnasium in Lüneburg. 1884 immatrikulierte er sich für Medizin an der Georg-August-Universität Göttingen. Während seines Studiums wurde er 1886 Mitglied der schwarzen Verbindung (seit 1913 Burschenschaft) Frisia Göttingen. Nach dem Staatsexamen im März 1889 promovierte er im Juli bei Wilhelm Ebstein über Mitteilungen aus der syphilitischen Abteilung des Ernst August Hospitals. Er untersuchte Anamnesedaten von Syphiliskranken aus dem Ernst August Hospital in Göttingen und die angewandten Therapieschemata. 1890 besuchte er die Hygieneinstitute in München, Marburg und Berlin. Von 1891 bis 1904 arbeitete er als Assistent in Göttingen. 1898 habilitierte er sich dort im Bereich Bakteriologie und Hygiene. Von Januar 1899 (Tod Gustav Wolffhügels) bis Oktober 1899 (Übernahme durch Erwin von Esmarch) leitete er interimsweise das Göttinger Hygieneinstitut. 1903 wurde ihm der Professorentitel verliehen. Bis 1909 arbeitete er in Breslau als Abteilungsvorsteher unter Carl Flügge, dann als außerordentlicher Professor in Bonn. 1911 wurde Reichenbach ordentlicher Professor in Göttingen. 1918 bis 1919 war er auch Rektor der Göttinger Universität. 1933 wurde er pensioniert, Ende September 1934 endete seine Leitung des Instituts. Bis zu seinem Tod arbeitete er aber weiter am Institut. Reichenbach war ein Befürworter der Impfpflicht.